# 吳港
吳港 (日語：くれこう)，廣島縣吳市的港口。

## 概要
港口管理者為吳市。依據日本港灣法上的重要港灣，根據港則法指定為特定港。

## 路线

### 吳港区
- 濑户内的海轮船・石崎汽船（高速船和轮渡码头，共同營運）
  - 廣島港（廣島縣 廣島市）〜吳中央棧橋〜松山觀光港（爱媛县 松山市）